# Пейчинович-Бурич, Мария
Мария Пейчинович-Бурич (хорв. Marija Pejčinović Burić; 9 апреля 1963, Мостар, Босния и Герцеговина, СФРЮ) — хорватский политический и государственный деятель. Генеральный секретарь Совета Европы с 26 июня 2019 года.
Бывший депутат Хорватского сабора (парламента Хорватии). Вице-премьер и министр иностранных и европейских дел Хорватии в правоцентристском правительстве Андрея Пленковича (с 19 июня 2017 г.). Член консервативной партии Хорватское демократическое содружество, входящей в состав ЕНП.

## Биография
В 1985 году окончила экономический факультет Загребского университета. В 1994 году получила степень магистра в Колледже Европы (англ. College of Europe).
Работала во внешнеторговых предприятиях, позже занимала руководящие должности в хорватских организациях, занимающихся вопросами европейской интеграции.
В 1997—2000 годах — директор фармацевтической компании «Pliva».
В 2000 назначена помощником министра по делам европейской интеграции. В 2004—2005 гг. — государственный секретарь ведомства европейской интеграции, а затем до 2008 года — в Министерстве иностранных дел и европейской интеграции. Одновременно, в 2006—2008 гг. — член хорватской группы по переговорам о членстве Хорватии в Евросоюзе, переговорщик по вопросам внешней политики, безопасности и оборонной политики и другим вопросам.
Вступив в Хорватское демократическое содружество, по списку этой партии с 2008 по 2011 год была избрана депутатом Хорватского сабора.
В 2008—2011 гг. — председатель делегации Объединенного парламентского комитета Хорватия — ЕС;
глава делегации парламента Хорватии в Парламентской ассамблее НАТО; член Комитета по европейской интеграции, Комитета по иностранным делам, Национального комитета по контролю за переговорами; член и заместитель председателя делегаций парламента Хорватии в Парламентских Ассамблях (ПА) Совета Европы, Западноевропейского союза, Парламентского Средиземноморского союза; член парламентского комитета по связям с общественностью, Парламентских Ассамблей Западноевропейского союза; Комитета по экономическим вопросам и развитию Совета Парламентских Ассамблей; председатель подкомитета по развитию Совета Парламентских Ассамблей;
Председатель Хорватско-американского общества дружбы в парламенте Хорватии.
В 2012—2013 годах читала лекции о Лиссабонском соглашении на семинарах Школы государственного управления Хорватии. Несколько лет занималась консалтинговой и преподавательской деятельностью. В частности, была частным консультантом по вопросам проектов ЕС, Программы развития ООН и обоюдного финансирования таких проектов в странах-кандидатах и потенциальных кандидатах на вступление в ЕС, а также в государствах-соседях Европейского Союза. Также предоставляла консультации по вопросам европейской интеграции правительству Сербии.
В 2016 году вернулась на государственную службу, заняв должность госсекретаря в Министерстве иностранных и европейских дел.
После назначения Андрея Пленковича премьер-министром Хорватии, тот назначил её министром иностранных и европейских дел. 19 июня 2017 года Мария Пейчинович-Бурич вступила в должность заместителя премьер-министра и министра иностранных и европейских дел Хорватии.
26 июня 2019 года избрана генеральным секретарём Совета Европы сроком на пять лет.
Владеет английским, французским, испанским и немецким языками.

## Награды
- Орден княгини Ольги I степени (23 августа 2024 года, Украина) — за весомый личный вклад в укрепление межгосударственного сотрудничества, поддержку суверенитета и территориальной целостности Украины, популяризацию Украинского государства в мире[3]
- Офицер ордена «За заслуги перед Литвой» (4 июля 2024 года, Литва)[4]
- Крест Добрососедства (2024, Объединённый переходный кабинет Беларуси)[5].